# البهائية في أنغولا
الديانة البهائية في أنغولا بدأت بعد أن كتب عبد البهاء رسائل يشجع فيها على نشر الدين إلى أفريقيا في عام 1916. تم إرسال أول خطة تدريس بهائية إلى أنغولا حوالي عام 1952. وبحلول عام 1963، وُجد التجمع الروحي للبهائيين في لواندا بالإضافة إلى مجموعات صغيرة أخرى في مدن أخرى. في عام 1992، انتخب بهائيو أنغولا أول التجمع الروحي (البهائية) وطني لهم. وقد قدّرت جمعية أرشيف بيانات الأديان (استنادًا أساسًا إلى الموسوعة المسيحية العالمية) عدد البهائيين في أنغولا بنحو 2,000 شخص في عام 2005.

## المرحلة المبكرة

### ألواح الخطة الإلهية لعبد البهاء
كتب عبد البهاء سلسلة من الرسائل أو ألواح إلى أتباع الدين في الولايات المتحدة خلال عامي 1916 و1917؛ وقد جُمعت هذه الرسائل لاحقًا في كتاب ألواح الخطة الإلهية. وقد أشارت اللوحان الثامن والثاني عشر إلى إفريقيا، وكتب اللوحان في 19 أبريل 1916 و15 فبراير 1917، على التوالي. غير أن النشر تأخر في الولايات المتحدة حتى عام 1919، بعد انتهاء الحرب العالمية الأولى والإنفلونزا الإسبانية. وقد قام أحمد سهراب بترجمة هذه الألواح وعرضها في 4 أبريل 1919، ونُشرت لاحقًا في مجلة الأدب البهائي بتاريخ 12 ديسمبر 1919. وقد ذكر عبد البهاء ضرورة سفر البهائيين "…خصوصًا من أمريكا إلى أوروبا وأفريقيا وآسيا وأستراليا، والسفر عبر اليابان والصين. وكذلك من ألمانيا قد يسافر المعلمون والمؤمنون إلى قارات أمريكا وأفريقيا واليابان والصين؛ وباختصار، قد يسافرون عبر جميع قارات وجزر العالم" وأضاف أن "…نشيد وحدة العالم الإنساني قد يهب حياة جديدة لجميع أبناء البشر، وأن يُنصب خيمة السلام العالمي على قمة أمريكا؛ وهكذا قد تحيا أوروبا وأفريقيا بأنفاس الروح القدس، وقد يصبح هذا العالم عالمًا آخر، وقد تنال الهيئة الاجتماعية نشوة جديدة...".

### تأسيس المجتمع البهائي
بحلول أوائل عام 1952، كان قد وصل مبشر بهائي إلى أنغولا. وفي عام 1953، وضع شوقي أفندي، الذي تولى قيادة الدين بعد وفاة عبد البهاء، خطة تدريس دولية أطلق عليها اسم خطط التدريس البهائي. وخلال هذه الخطة انتقل رواد بهائيون إلى العديد من البلدان، بما في ذلك أنغولا، قادمين من أماكن مثل تيمور الشرقية. جاء ذلك في فترة شهدت نموًا واسع النطاق للديانة في إفريقيا جنوب الصحراء قرب نهاية حقبة استعمار إفريقيا.
في أبريل 1956، كانت الديانة البهائية موجودة بأعداد صغيرة في 15 دولة من دول أفريقيا الجنوبية. ولإدارة هذه المجتمعات، تم انتخاب تجمع روحاني وطني إقليمي في جنوب غرب أفريقيا ليغطيها. وقد تم محاولة انتخاب التجمع الروحي في لواندا عام 1954، وتم ذلك بنجاح في عام 1956. وبحلول عام 1963، كان هناك تجمع روحاني معروف في لواندا، ومجموعات أصغر من البهائيين في مالانجي ونوفا غايا.
عقب وفاة شوقي أفندي، أصبح بيت العدل الأعظم المنتخب هو رأس الدين، وبدأ في إعادة تنظيم المجتمعات البهائية في أفريقيا، بما في ذلك أنغولا، عبر فصل المجتمعات الوطنية لتشكيل محافل روحانية وطنية خاصة بها منذ عام 1964 وحتى تسعينيات القرن العشرين. في عام 1964، كان أحد المحافل الوطنية الإقليمية المؤقتة - لجنوب وغرب أفريقيا - يضم حوالي 3600 بهائي و36 محفلاً محلياً. ومن عام 1977 إلى 1992، كانت أنغولا وموزمبيق تشتركان في محفل وطني إقليمي. وفي عام 1992، انتخب بهائيو أنغولا أول محفل روحاني وطني لهم، بحضور المستشار رولف فون تسكوس ممثلاً عن بيت العدل الأعظم.

## المجتمع الحديث
منذ تأسيسه، كان للدين البهائي دور في التنمية الاجتماعية والاقتصادية، بدأ بمنح المرأة مزيداً من الحرية، وبتشجيع تعليم الإناث كأولوية، وتم التعبير العملي عن هذا الدور بإنشاء المدارس والتعاونيات الزراعية والعيادات. ودخل الدين مرحلة جديدة من النشاط مع صدور رسالة من بيت العدل الأعظم بتاريخ 20 أكتوبر 1983. وقد حث البهائيون على البحث عن طرق، متوافقة مع التعاليم البهائية، تمكنهم من الانخراط في التنمية الاجتماعية والاقتصادية للمجتمعات التي يعيشون فيها. وعلى الصعيد العالمي، كان هناك في عام 1979 حوالي 129 مشروعاً للتنمية الاجتماعية والاقتصادية معترفاً به رسمياً. وبحلول عام 1987، ارتفع عدد المشاريع المعترف بها إلى 1482 مشروعاً. استضاف بهائيو أنغولا في المركز المحلي بلواندا تجمعاً دعائياً بين الأديان بمناسبة افتتاح قمة السلام العالمية للأديان والقادة الروحيين التي عقدت في مقر الأمم المتحدة في أغسطس 2000. وكان تسعة من البهائيين من أنغولا ضمن الألف مشارك الذين تجمعوا في مؤتمر إقليمي دعا إليه بيت العدل الأعظم في لوبومباشي، الكونغو، في نوفمبر 2008. وسافر آخرون إلى المؤتمر الإقليمي الذي عقد في جوهانسبرغ بجنوب أفريقيا.

### الديموغرافيا
قدرت جمعية أرشيف بيانات الأديان (اعتماداً في الغالب على الموسوعة المسيحية العالمية) عدد البهائيين بحوالي 2051 شخصاً في عام 2005.